# Dimension Zero
Dimension Zero — шведская группа, играющая в жанре мелодичный дэт-метал.

## История
Dimension Zero родом из города Гётеборга в Швеции, играющая мелодичный дэт-метал, образовалась в 1995 году как сайд-проект тогдашнего гитариста In Flames Йеспера Стрёмблада (игравшего в группе на басу) и Гленна Люнгстрёма (основной гитарист). Бывший барабанщик\вокалист группы Marduk Йоаке Готхберг позже присоединился в качестве основного вокалиста, а Ханс Нильсон (Diabolique, Crystal Age) сел за ударную установку.
Второй гитарист Фредрик Йоханссон, оставшийся после записи EP, покинул группу, а его место занял Даниэль Антонссон (Soilwork, Pathos, Dark Tranquillity). После записи второго альбома Гленн Люнгстрём покинул группу по личным убеждениям, и Йесперу пришлось переключиться на гитару. Вдвоём им пришлось временно нанять Никласа Андерссона (гитарист группы Lord Belial) для игры на бас-гитаре, и уже тогда все вместе они отправились в студию для записи своего третьего альбома.
В плане звучания музыки они были представлены как исполнители «старой школы» дэт-метала в диапазоне At the Gates, Unleashed, и Defleshe. Однако мелодичные соло ранних In Flames также присутствуют.

## Текущий состав
- Йоаке Готхберг — вокал
- Йеспер Стрёмблад — гитара
- Даниэль Антонссон — гитара
- Никлас Андерссон (сессионный участник) — бас-гитара
- Ханс Нильсон — ударные

## Дискография
- Penetrations from the Lost World (1997), War Music
- Silent Night Fever (2002), Regain
- This is Hell (2003), Regain
- He Who Shall Not Bleed (2007), Vic Records